# Abafája
Abafája (románul Apalina, korábban Abafaia, németül Odendorf, a szászul Uəndrəf) falu Romániában, Maros megyében.

## Fekvése
Szászrégentől 6 km-re délre, a Maros jobb partján fekszik.

## Nevének eredete
Neve az ómagyar Aba személynév és az 'erdő' jelentésű fa összetétele. Mai román neve hivatalos névadás eredménye (apă lină 'lassú víz').

## Története
1332-ben említik először Abafaya néven. Eredetileg valószínűleg a Beng határrészben feküdt és egy török kori pusztítás után települt át mai helyére. A 15. században összeolvadt a kolozsmonostori apátság által telepített Apáti faluval. 1595-ben a dunántúli származású brenhidai Huszár Péter pápai főkapitány kapta adományba Báthory Zsigmond fejedelemtől, attól kezdve a brenhidai, majd brenhidai és kövesdi báró Huszár család birtoka volt. Torda, 1876-tól Maros-Torda vármegyéhez tartozott.
Az 1930-as években lakóinak többsége törpebirtokos és mezőgazdasági cseléd volt.
Már a 19. században sok cigány lakója volt, az 1970-es árvíz után pedig a hivatalos szervek hallgatólagosan gettónak jelölték ki, és huszonöt családdal létrehozták a Mamaia telepet. Ez a trend 1990 után folytatódott, amikor kilakoltatták és Abafájára telepítették a szászrégeni vasútállomás környékén élő romákat. 2006 szeptemberében nemzetközi visszhangot váltott ki, amikor a szászrégeni rendőrök gumi- és éles lövedékekkel támadták meg a faluban élő cigányokat.

## Lakossága
- 1850-ben 827 lakosából 385 román, 308 magyar és 117 cigány nemzetiségű, 388 görögkatolikus, 211 római katolikus és 211 református vallású.
- 1864-ben a főszolgabíró becslése szerint lakosainak negyede volt cigány, részben zenészek, részben tutajosok.[4]
- 1893-ban Maros-Torda vármegyében a cigányok itt alkották a lakosság legnagyobb hányadát (akkor egynegyedét).
- 1910-ben 1235 lakosából 853 magyar, 366 román anyanyelvű, 513 görögkatolikus, 373 római katolikus és 328 református vallású volt.
- 2002-ben 2826 lakosából 1034 volt cigány, 1006 román és 781 magyar nemzetiségű; 990 ortodox, 769 görögkatolikus, 541 református és 452 római katolikus vallású.

## Látnivalók
- Római katolikus temploma 13. századi eredetű, a kolozsmonostori apátság építtette. A 14. században bővítették, ekkor épült tornya is. 1790-ben barokk stílusban átépítették. 1752-ben br. Huszár Sándor segítségével a katolikus birtokosok erőszakkal szerezték vissza a reformátusoktól.
- A 19. századi, klasszicista Huszár-kastély 1953 óta szellemi és testi fogyatékos gyermekek speciális iskolája, parkja elhanyagolt állapotú. A kastély mellett áll az épületegyüttes legrégebbi darabja, az 1730-ban épült barokk kocsiszín, melynek építési évszámát („MDCCXXX”) a legutóbbi renoválás során eltüntették az épület oromfaláról.
- Református temploma 1890-ben Alpár Ignác tervei szerint épült.

## Híres emberek
- Itt gyilkolták meg 1592-ben Abafáji Gyulai Pált.
- Itt töltötte gyermekkora egy részét Mikes Kelemen. Anyja, Torma Éva volt itt birtokos a brenhidai Huszár család leszármazottjaként.
- 1810-ben vagy 1812-ben itt született Bethlen Gergely honvédezredes.
- Itt vendégeskedett 1901-ben Habsburg Károly főherceg, az utolsó magyar király.
- Az abafájai Huszár-kastélyban tartózkodott 1905-ben az első miséje után br. Apor Vilmos, a később boldoggá avatott  vértanú győri püspök.
- Gyakori vendég volt Abafáján gr. Wass Albert író, például 1921-ben.
- Br. Kemény János, a „marosvécsi mecénás” többször, például 1925-ben is megfordult Abafáján.
- A Huszár-kastélyban volt nevelő hét hónapon át, 1928–29-ben Dsida Jenő költő, műfordító.
- Itt született 1948-ban Kocsis Előd szobrász.
- Itt született 1912-ben báró Huszár József, az 1956-os magyar forradalomhoz kötődő szervezkedések résztvevője. 1958. szeptember 1-jén kivégezték az aradi börtönben.